# Миро (граф Барселоны)
Миро́ I (кат. Miró I; умер 31 октября 966) — граф Барселоны, Жероны и Осоны в 947—966 годах из Барселонской династии, соправитель своего брата Борреля II.

## Биография
Миро был сыном графа Барселоны Суньера I и его второй жены Рихильды. О том, кто из братьев был старшим, Боррель II или Миро, идут дискуссии, однако большинство историков считают старшим братом Борреля. Граф Миро стал соправителем своего брата в 947 году, когда их отец покинул престол и ушёл в монастырь. Точно неизвестно, считался ли Миро и графом Уржеля, когда это владение в 948 году перешло к его брату Боррелю II от их не оставившего наследников дяди Сунифреда II.
Став графом, Миро принял на себя управление столицей графства, городом Барселона, и её окрестностями, в то время как Боррель II управлял остальной территорией Барселонского графства, а также занимался военными вопросами и дипломатией. С именем Миро связано строительство двух оросительных каналов. Крупнейший из них отводил воду из реки Бесо́с к Барселоне (rego Mir). В 964 году упоминается о построенном по указанию графа Миро канале около замка Кервельи на реке Льобрегат. В конце жизни он начал обширное строительство на прибрежных землях графства в районе дельты Льобрегата, где был основан монастырь Санта-Мария-де-Кастельдефельс и возведены несколько крепостей. За подписью графа Миро сохранились дарственные хартии, данные им монастырям Сан-Кугат-дель-Вальес (16 марта 955 года), Сан-Хуан-де-лас-Абадесас и Риполь.
Граф Миро I умер 31 октября 966 года, после чего его брат Боррель II сосредоточил в своих руках управление всем Барселонским графством. Точно неизвестно, был ли Миро женат и имел ли детей. Предполагается, что три племянника графа Борреля, Рамон, Боррель и Миро, которые упоминаются в его завещании, датированном 24 сентября 992 или 993 года, и которым передаются некоторые владения в графстве Уржель, были сыновьями Миро.